# کوهیلاواتا
کوهیلاواتا (به لاتین: Kohilawatta) یک منطقهٔ مسکونی در سری‌لانکا است که در استان مرکزی (سری‌لانکا) واقع شده‌است.